# Holzgauer Wetterspitze
Holzgauer Wetterspitze – szczyt w Alpach Lechtalskich, części Północnych Alp Wapiennych. Leży w Austrii w kraju związkowym Tyrol. Szczyt można zdobyć ze schroniska Frederik-Simms-Hütte (2004 m).
Pierwszego wejścia w 1832 r. dokonali Falger i Knittl.